# Shemini
Da non confondersi con Shemini Atzeret.
Shemini, Sh'mini, o Shmini (ebraico: שְּׁמִינִי — tradotto in italiano: "ottavo”, terza parola e incipit di questa parashah) 26ª porzione settimanale della Torah (ebr. פָּרָשָׁה – parashah o anche parsha/parscià) nel ciclo annuale ebraico di letture bibliche dal Pentateuco, terza nel Libro del Levitico. Rappresenta il passo 9:1-11:47 di Levitico, che gli ebrei leggono durante il 25º o 26º Shabbat dopo Simchat Torah, generalmente a fine marzo o in aprile. Negli anni quando il primo giorno di Pesach cade di Shabbat (come è successo nel 2012), gli ebrei in Israele e gli ebrei riformati possono leggere Shemini una settimana prima degli ebrei ortodossi o conservatori della Diaspora. In tali anni gli ebrei di Israele e quelli riformati celebrano la Pesach per sette giorni e quindi leggono la successiva parasha (nel 2012, la Shemini) nello Shabbat la settimana dopo il primo giorno di Pesach, mentre i conservatori e gli ortodossi della Diaspora celebrano la Pesach per otto giorni e leggono la parashah successiva (nel 2012, la Shemini) una settimana dopo.
La parshah racconta la consacrazione del Tabernacolo, la morte di Nadab e Abiu, e le leggi alimentari del casherut.

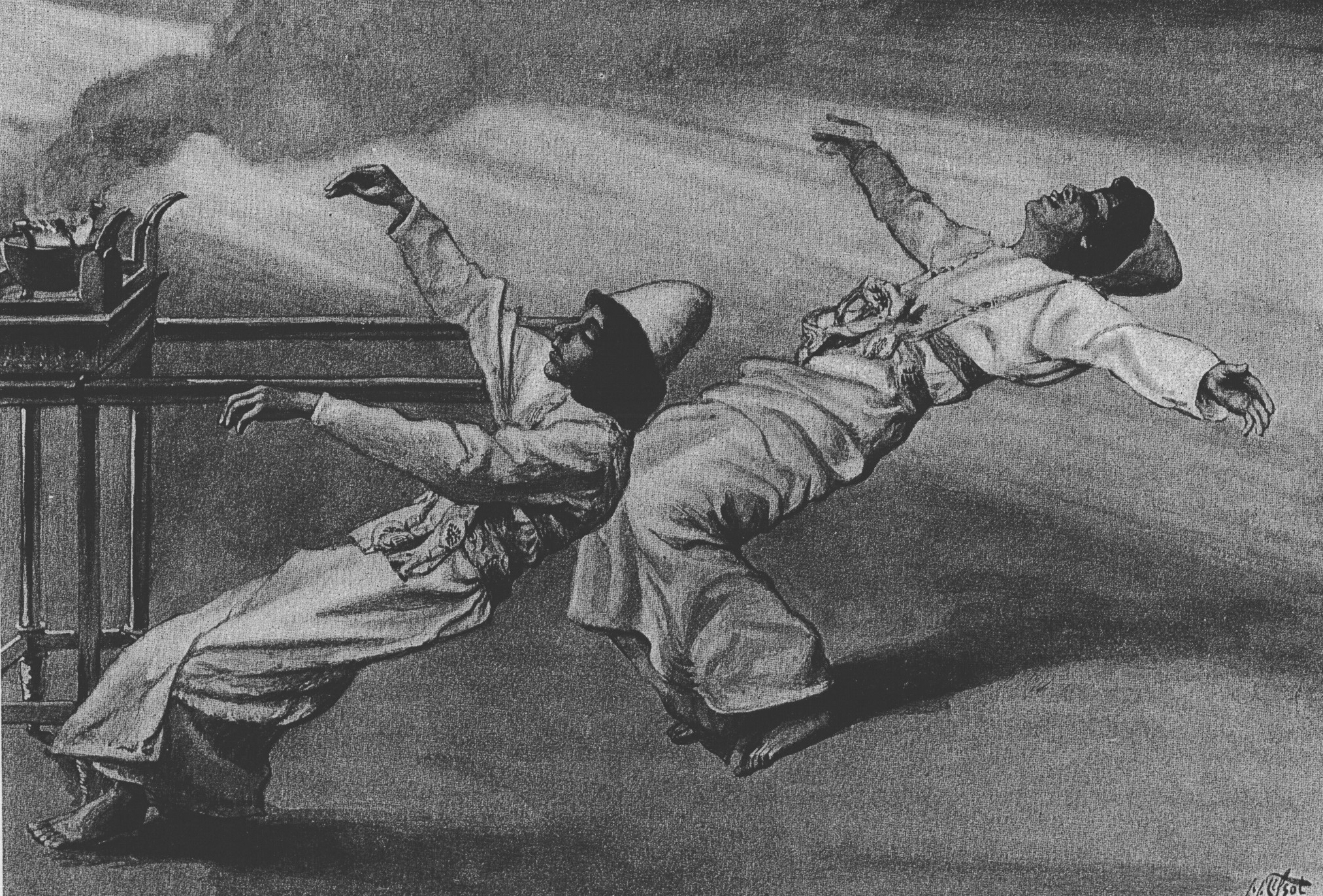
I due sacerdoti vengono distrutti (acquerello di James Tissot, 1896–1902 ca.)

## Riassunto

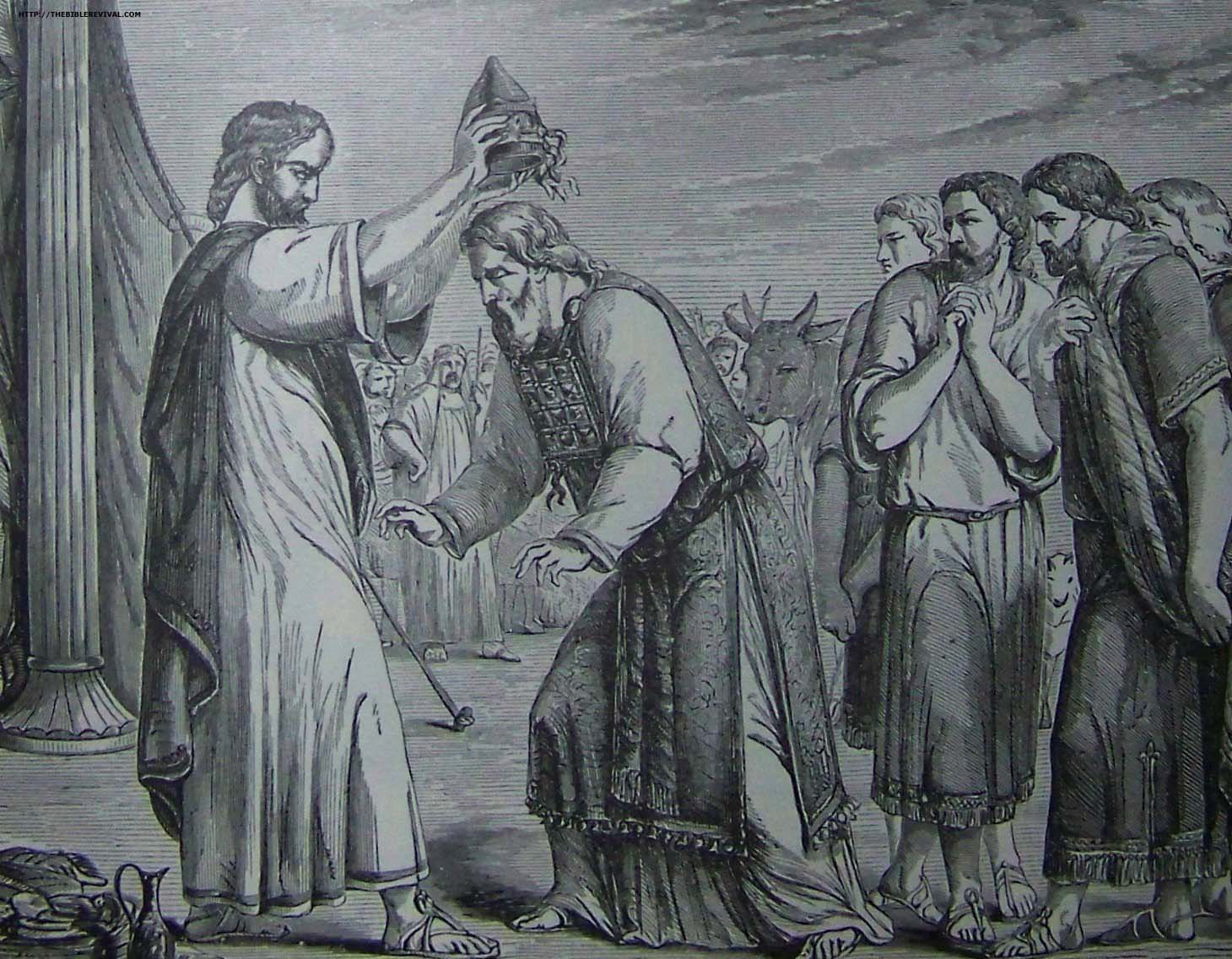
La Consacrazione di Aronne e Figli (illustrazione dalla Bibbia Holman, 1890)

### Il Signore consacrò il Tabernacolo
Nell'ottavo giorno della cerimonia per ordinare i sacerdoti e consacrare il Tabernacolo, Mosè instruì Aronne di raggruppare vitelli, arieti, una capra, una agnello, un bue e un'offerta di farina come sacrifici (chiamati korbanot in ebraico) a Dio, dicendo: “Oggi il Signore si manifesterà a voi" (Levitico 9:1-4). Portarono i sacrifici davanti alla Tenda del Convegno, e gli Israeliti si riunirono lì (Levitico 9:5). Aronne offrì i sacrifici come Mosè aveva comandato (Levitico 9:8–21). Aronne alzò le mani verso il popolo e li benedisse (Levitico 9:22). Mosè e Aronne entrarono quindi nella Tenda del Convegno e quando uscirono, benedirono il popolo nuovamente (Levitico 9:23). Allora la Presenza del Signore si manifestò a tutti e ""un fuoco uscì dalla presenza del Signore e consumò sull'altare l'olocausto e i grassi" (Levitico 9:23-24). "E il popolo mandò grida d'esultanza e si prostrò con la faccia a terra" (Levitico 9:24).

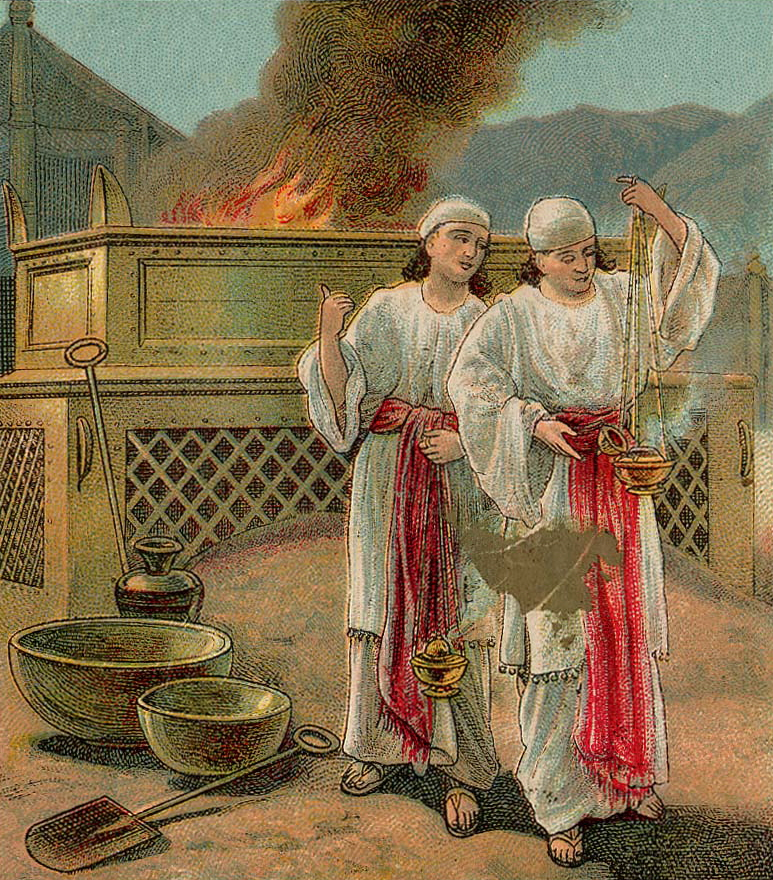
Il peccato di Nadab e Abiu (illustrazione da figurina biblica del 1907, Providence Lithograph Company)

### Nadab e Abiu
Agendo di testa propria, i figli di Aronne Nadab e Abiu presero ciascuno un braciere, vi misero dentro il fuoco e il profumo e offrirono davanti al Signore un fuoco illegittimo, che il Signore non aveva loro ordinato (Levitico 10:1). Allora un fuoco "si staccò dal Signore e li divorò e morirono così davanti al Signore" (Levitico 10:2). Mosè disse ad Aronne: "Di questo il Signore ha parlato quando ha detto: A chi si avvicina a me mi mostrerò santo e davanti a tutto il popolo sarò onorato" e Aaron tacque. (Levitico 10:3). Mosè chiamò i cugini di Aronne, Misael e Elzafan, ordinando loro di portar via i corpi di Nadab e Abiu, in un luogo fuori dell'accampamento. (Levitico 10:4). Mosè istruì Aronne e i suoi figli Eleazar e Itamar di non mettersi in lutto per Nadab e Abiu strappandosi le vesti o lasciandosi crescere i capelli, e di non uscire dalla Tenda del Convegno (Levitico 10:6-7).
Dio poi disse ad Aronne di non bere vino né farlo bere ai figli, né consumare altri intossicanti quando entravano nella Tenda del Convegno, in modo da distinguere tra sacro e profano (Levitico 10:8-11).
Mosè diresse Aronne, Eleazar e Itamar affinché mangiassero le rimanenti offerte di farina presso l'altare, "perché è cosa sacrosanta" e spetta ai sacerdoti (Levitico 10:12-13). E Mosè disse loro: "li mangerete tu, i tuoi figli e le tue figlie con te in luogo mondo; perché vi sono stati dati come parte tua e dei tuoi figli, tra i sacrifici di comunione degli Israeliti (Levitico 10:14)
Poi Mosè si informò accuratamente circa il capro del sacrificio espiatorio e seppe che era stato bruciato e non mangiato nell'area sacra; allora si sdegnò contro Eleazar e contro Itamar, figli superstiti di Aronne (Levitico 10:16-18). Aronne rispose a Mosè: "Ecco, oggi essi hanno offerto il loro sacrificio espiatorio e l'olocausto davanti al Signore; dopo le cose che mi sono capitate, se oggi avessi mangiato la vittima del sacrificio espiatorio, sarebbe piaciuto al Signore?" (Levitico 10:19). Quando Mosè udì questo, rimase soddisfatto (Levitico 10:20).

### Leggi alimentari
Dio inoltre istruì Mosè e Aronne sulle leggi alimentari del casherut (Levitico 11), dicendo: “Siate dunque santi, perché io sono santo” (Levitico 11:45).

## Interpretazione intrabiblica

### Levitico capitoli 8–9
La tabella riporta il modello di istruzione e la costruzione del Tabernacolo e dei suoi arredi:
| Articolo               | Istruzione | Istruzione     | Costruzione | Costruzione       |
| Articolo               | Ordine     | Versetti       | Ordine      | Versetti          |
| ---------------------- | ---------- | -------------- | ----------- | ----------------- |
| Contributo             | 1          | Esodo 25:1-9   | 2           | Esodo 35:4-29     |
| Arca                   | 2          | Esodo 25:10-22 | 5           | Esodo 37:1-9      |
| Tavola                 | 3          | Esodo 25:23-30 | 6           | Esodo 37:10-16    |
| Menorah                | 4          | Esodo 25:31-40 | 7           | Esodo 37:17-24    |
| Tabernacolo            | 5          | Esodo 26:1-37  | 4           | Esodo 36:8-38     |
| Altare dei Sacrifici   | 6          | Esodo 27:1-8   | 11          | Esodo 38:1-7      |
| Corte del Tabernacolo  | 7          | Esodo 27:9-19  | 13          | Esodo 38:9-20     |
| Lampada                | 8          | Esodo 27:20-21 | 16          | Numeri 8:1-4      |
| Vesti Sacerdotali      | 9          | Esodo 28:1-43  | 14          | Esodo 39:1-31     |
| Rituale di Ordinazione | 10         | Esodo 29:1-46  | 15          | Levitico 8:1-9:24 |
| Altare dell'Incenso    | 11         | Esodo 30:1-10  | 8           | Esodo 37:25-28    |
| Lavabo                 | 12         | Esodo 30:17-21 | 12          | Esodo 38:8        |
| Olio dell'Unzione      | 13         | Esodo 30:22-33 | 9           | Esodo 37:29       |
| Incenso                | 14         | Esodo 30:34-38 | 10          | Esodo 37:29       |
| Artigiani              | 15         | Esodo 31:1-11  | 3           | Esodo 35:30-36:7  |
| Shabbat                | 16         | Esodo 31:12-17 | 1           | Esodo 35:1-3      |

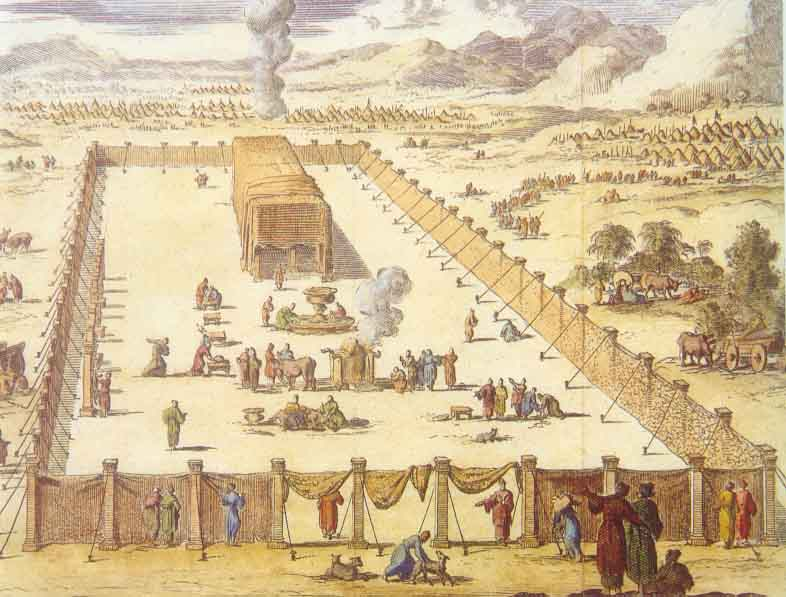
Il Tabernacolo

In Levitico 9:23-24, la Presenza del Signore apparve al popolo e il fuoco esplose e consumò i sacrifici sull'altare. Dio manifesta la Sua approvazione mandando fuoco in Giudici 13:15-21 per la nascita di Sansone, in 2 Cronache 7:1 per la dedicazione del Tempio di Salomone, e in 1 Re 18:38 per la contesa di Elia con i profeti di Baal.

### Levitico capitolo 10
Levitico 10:1 riporta che Nadab e Abiu misero fuoco e incenso (ebraico: קְטֹרֶת, ketoret) nei loro turiboli e offrirono un “fuoco strano” (ebraico: אֵשׁ זָרָה, eish zarah). Esodo 30:9 proibiva l'offerta di “incenso strano” (ebraico: קְטֹרֶת זָרָה, ketoret zarah).

### Levitico capitolo 11
Levitico 11:8 e 11 Archiviato il 22 gennaio 2019 in Internet Archive. associano la morte con l'impurità. Nella Bibbia ebraica, l'impurità possiede una varietà di associazioni. Levitico 21:1-4, 11 Archiviato il 25 aprile 2013 in Internet Archive.; e Numbers 6:6-7; e Numeri 19:11-16; l'associano anche con la morte. Forse similmente, Levitico 12 l'associa con il parto e Levitico 13-14 l'associa con le malattie della pelle. Levitico 15 l'associa con vari eventi di carattere sessuale. Inoltre Geremia 2:7, 23; Geremia 3:2; e Geremia 7:30; e Osea 6:10 l'associano al contatto con l'adorazione di dèi stranieri.

## Interpretazione non rabbinica

### Levitico capitolo 10
Filone d'Alessandria interpreta Levitico 10 come un insegnamento poiché Nadab e Abiu senza timore e ferventemente si erano avvicinati all'altare con rapidità, una luce inestinguibile li aveva folgorati e disintegrati in raggi eterei, come un olocausto intero, e li aveva innalzati al cielo. Quindi Nadab e Abiu morirono affinché potessero vivere, scambiando le loro esistenze mortali per una vita immortale, partendo dalla Creazione verso il Creatore. Filone interpreta le parole di Levitico 10:2 “morirono così davanti al Signore” come celebrazione della loro incorruttibilità e dimostrazione della loro continuata esistenza, dato che nessuna persona morta può venire al cospetto del Signore.
Flavio Giuseppe asserisce che Nadab e Abiu non portarono quei sacrifici che Mosè aveva detto loro di portare, invece portarono quelli che avevano abitudine di offrire precedentemente, e quindi furono bruciati a morte.

### Levitico capitolo 11
La Lettera di Aristea cita come ragione per le leggi alimentari che esse separavano distintamente gli ebrei dagli altri popoli.

## Interpretazione rabbinica classica

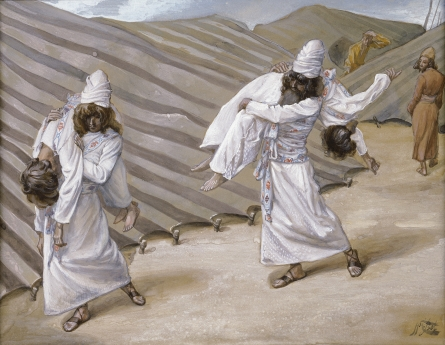
I cadaveri di Nadab e Abiu vengono portati via (acquerello di James Tissot, 1896–1902 ca.)

|       |       |       |       |        |        |        |        |        |        |      |      |        |        |        |        |         |         |         |         |         |         |       |       |        |        |        |        |        |        |        |        |        |        |  |  |         |         |         |         |         |         |  |  |        |        |        |        |        |        |  |  |  |  |  |  |  |  |  |  |  |  |  |  |  |  |
|       |       |       |       |        |        |        |        |        |        |      |      |        |        |        |        |         |         |         |         |         |         |       |       | Kohath |        |        |        |        |        |        |        |        |        |  |  |         |         |         |         |         |         |  |  |        |        |        |        |        |        |  |  |  |  |  |  |  |  |  |  |  |  |  |  |  |  |
|       |       |       |       |        |        |        |        |        |        |      |      |        |        |        |        |         |         |         |         |         |         |       |       |        |        |        |        |        |        |        |        |        |        |  |  |         |         |         |         |         |         |  |  |        |        |        |        |        |        |  |  |  |  |  |  |  |  |  |  |  |  |  |  |  |  |
|       |       |       |       |        |        |        |        |        |        |      |      |        |        |        |        |         |         |         |         |         |         |       |       |        |        |        |        |        |        |        |        |        |        |  |  |         |         |         |         |         |         |  |  |        |        |        |        |        |        |  |  |  |  |  |  |  |  |  |  |  |  |  |  |  |  |
|       |       |       |       |        |        |        |        |        |        |      |      |        |        |        |        |         |         |         |         |         |         |       |       |        |        |        |        |        |        |        |        |        |        |  |  |         |         |         |         |         |         |  |  |        |        |        |        |        |        |  |  |  |  |  |  |  |  |  |  |  |  |  |  |  |  |
|       |       |       |       |        |        |        |        |        |        |      |      | Amram  | Amram  | Amram  | Amram  | Amram   | Amram   |         |         | Izhar   | Izhar   | Izhar | Izhar | Izhar  | Izhar  |        |        | Hebron | Hebron | Hebron | Hebron | Hebron | Hebron |  |  | Uzziel  | Uzziel  | Uzziel  | Uzziel  | Uzziel  | Uzziel  |  |  |        |        |        |        |        |        |  |  |  |  |  |  |  |  |  |  |  |  |  |  |  |  |
|       |       |       |       |        |        |        |        |        |        |      |      | Amram  | Amram  | Amram  | Amram  | Amram   | Amram   |         |         | Izhar   | Izhar   | Izhar | Izhar | Izhar  | Izhar  |        |        | Hebron | Hebron | Hebron | Hebron | Hebron | Hebron |  |  | Uzziel  | Uzziel  | Uzziel  | Uzziel  | Uzziel  | Uzziel  |  |  |        |        |        |        |        |        |  |  |  |  |  |  |  |  |  |  |  |  |  |  |  |  |
|       |       |       |       |        |        |        |        |        |        |      |      |        |        |        |        |         |         |         |         |         |         |       |       |        |        |        |        |        |        |        |        |        |        |  |  |         |         |         |         |         |         |  |  |        |        |        |        |        |        |  |  |  |  |  |  |  |  |  |  |  |  |  |  |  |  |
|       |       |       |       |        |        |        |        |        |        |      |      |        |        |        |        |         |         |         |         |         |         |       |       |        |        |        |        |        |        |        |        |        |        |  |  |         |         |         |         |         |         |  |  |        |        |        |        |        |        |  |  |  |  |  |  |  |  |  |  |  |  |  |  |  |  |
|       |       |       |       | Miriam | Miriam | Miriam | Miriam | Miriam | Miriam |      |      | Aronne | Aronne | Aronne | Aronne | Aronne  | Aronne  |         |         | Mosè    | Mosè    | Mosè  | Mosè  | Mosè   | Mosè   |        |        | Misael | Misael | Misael | Misael | Misael | Misael |  |  | Elzafan | Elzafan | Elzafan | Elzafan | Elzafan | Elzafan |  |  | Sithri | Sithri | Sithri | Sithri | Sithri | Sithri |  |  |  |  |  |  |  |  |  |  |  |  |  |  |  |  |
|       |       |       |       | Miriam | Miriam | Miriam | Miriam | Miriam | Miriam |      |      | Aronne | Aronne | Aronne | Aronne | Aronne  | Aronne  |         |         | Mosè    | Mosè    | Mosè  | Mosè  | Mosè   | Mosè   |        |        | Misael | Misael | Misael | Misael | Misael | Misael |  |  | Elzafan | Elzafan | Elzafan | Elzafan | Elzafan | Elzafan |  |  | Sithri | Sithri | Sithri | Sithri | Sithri | Sithri |  |  |  |  |  |  |  |  |  |  |  |  |  |  |  |  |
|       |       |       |       |        |        |        |        |        |        |      |      |        |        |        |        |         |         |         |         |         |         |       |       |        |        |        |        |        |        |        |        |        |        |  |  |         |         |         |         |         |         |  |  |        |        |        |        |        |        |  |  |  |  |  |  |  |  |  |  |  |  |  |  |  |  |
|       |       |       |       |        |        |        |        |        |        |      |      |        |        |        |        |         |         |         |         |         |         |       |       |        |        |        |        |        |        |        |        |        |        |  |  |         |         |         |         |         |         |  |  |        |        |        |        |        |        |  |  |  |  |  |  |  |  |  |  |  |  |  |  |  |  |
| Nadab | Nadab | Nadab | Nadab | Nadab  | Nadab  |        |        | Abiu   | Abiu   | Abiu | Abiu | Abiu   | Abiu   |        |        | Eleazar | Eleazar | Eleazar | Eleazar | Eleazar | Eleazar |       |       | Itamar | Itamar | Itamar | Itamar | Itamar | Itamar |        |        |        |        |  |  |         |         |         |         |         |         |  |  |        |        |        |        |        |        |  |  |  |  |  |  |  |  |  |  |  |  |  |  |  |  |
| Nadab | Nadab | Nadab | Nadab | Nadab  | Nadab  |        |        | Abiu   | Abiu   | Abiu | Abiu | Abiu   | Abiu   |        |        | Eleazar | Eleazar | Eleazar | Eleazar | Eleazar | Eleazar |       |       | Itamar | Itamar | Itamar | Itamar | Itamar | Itamar |        |        |        |        |  |  |         |         |         |         |         |         |  |  |        |        |        |        |        |        |  |  |  |  |  |  |  |  |  |  |  |  |  |  |  |  |

(Albero genealogico da Esodo 6:16-23)

## Comandamenti
Secondo lo Sefer ha-Chinuch, ci sono 6 comandamenti (mitzvot) positivi e 11 comandamenti negativi in questa parshah.
- Il Kohen non deve entrare nel Tempio coi capelli lunghi[81] Levitico 10:6[82]
- Il Kohen non deve entrare nel Tempio con indumenti lacerati. Levitico 10:6[83]
- Il Kohen non deve lasciare il Tempio durante il servizio liturgico. Levitico 10:7[84]
- Il Kohen non deve entrare nel Tempio mentre è intossicato. Levitico 10:9[85]
- Esaminare i segni particolari degli animali per distinguere tra quelli cosher e non-cosher Levitico 11:2[86]
- Non mangiare animali non-cosher Levitico 11:4[87]
- Esaminare i segni del pesce per distinguere tra quello cosher e non-cosher Levitico 11:9[88]
- Non mangiare pesce non-cosher Levitico 11:11[89]
- Non mangiare uccelli non-cosher Levitico 11:13[90]
- Esaminare i segni delle locuste per distinguere tra il cosher e il non-cosher Levitico 11:21[91]
- Osservare le leggi dell'impurità causata dagli otto insetti Levitico 11:29[92]
- Osservare le leggi dell'impurità in merito ai cibi liquidi e solidi Levitico 11:34[93]
- Osservare le leggi dell'impurità causata da animali morti Levitico 11:39[94]
- Non mangiare creature non-cosher che strisciano per terra Levitico 11:41[95]
- Non mangiare vermi trovati nella frutta per terra Levitico 11:42[96]
- Non mangiare creature che vivono in acqua e che non siano pesci Levitico 11:43[97]
- Non mangiare vermi non-cosher Levitico 11:44[98]

## Haftarah

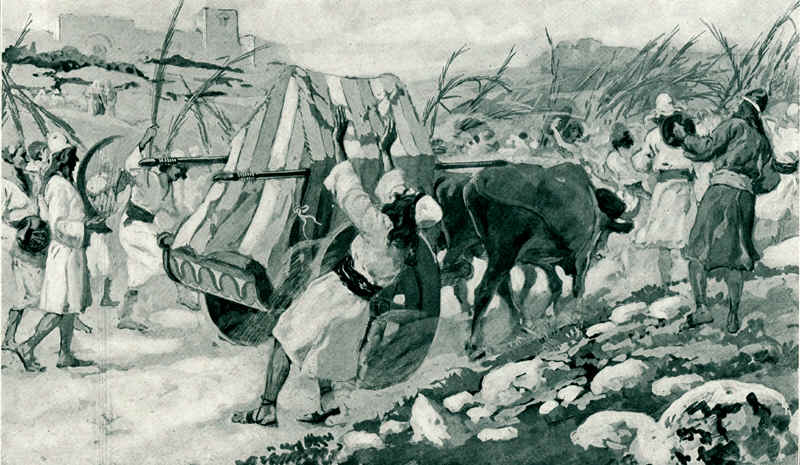
Il Castigo di Uzzah (acquerello di James Tissot, 1896–1902 ca.)

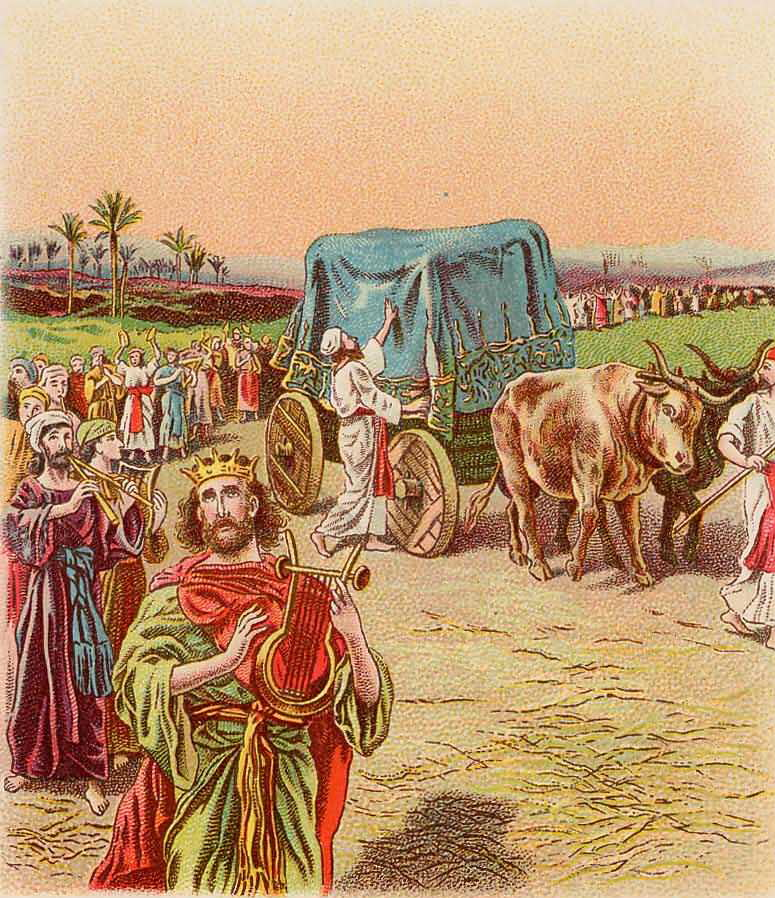
L'Arca trasportata a Gerusalemme (illustrazione da una figurina biblica della Providence Lithograph Company, 1896)

### In generale
La haftarah della parshah è:
- per gli aschenaziti: 2 Samuele 6:1-7:17[99]
- per i sefarditi: 2 Samuele 6:1-19[100]

#### Riassunto
Davide radunò insieme tutti gli uomini scelti di Israele — 30000 in tutto — e andò a recuperare l'Arca dell'Alleanza da Baalà di Giuda. (2 Samuele 6:1-2). Portarono l'Arca fuori della abitazione di Abinadab e la misero su un carro nuovo, con i figli di Abinadab, Uzzah e Achio, che conducevano il carro e Achio davanti all'Arca (2 Samuele 6:3-4). David e gli Israeliti suonavano tutti i tipi di strumenti — arpe, salteri, tamburelli, sistri e piatti. (2 Samuele 6:5). Quando giunsero presso l'aia di Nacon, Uzzah stese la mano verso l'arca di Dio e vi si appoggiò perché i buoi la facevano piegare (2 Samuele 6:6). Irato, Dio colpì Uzzah per il suo errore, e Uzzah morì sul posto, presso l'Arca (2 Samuele 6:7).
Rattristato e impaurito, David si chiese come potesse far ritornare l'Arca presso di lui. (2 Samuele 6:8-9). Allora David portò l'Arca presso l'abitazione di Obed-Edom di Gat e la lasciò lì per tre mesi, durante i quali Dio benedisse Obed-Edom e la sua casa (2 Samuele 6:10-11).
Quando David sentì che Dio aveva benedetto Obed-Edom a causa dell'Arca, David portò l'Arca a Gerusalemme con gioia (2 Samuele 6:12). Quando quelli che portavano l'arca del Signore ebbero fatto sei passi, David immolò un bue e un ariete grasso (2 Samuele 6:13). Gli Israeliti portarono l'Arca con tripudi e suono di trombe, e David danzò con tutte le sue forze cinto di un efod di lino (2 Samuele 6:14-15). "Mentre l'arca del Signore entrava nella città di David, Mikal, figlia di Saul, guardò dalla finestra; vedendo il re Davide che saltava e danzava dinanzi al Signore, lo disprezzò in cuor suo" (2 Samuele 6:16).

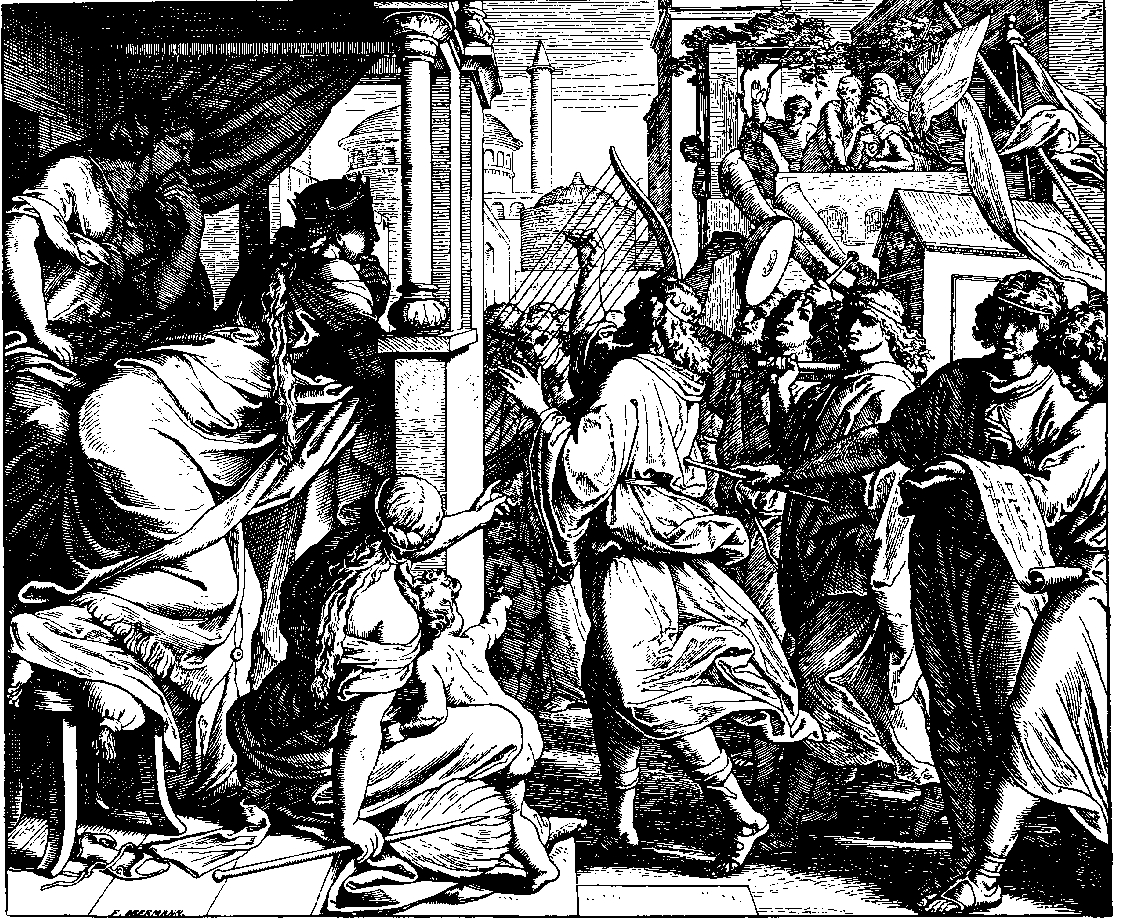
L'Arca di Gerusalemme (incisione di Julius Schnorr von Carolsfeld)

Misero l'Arca in una tenda che David aveva eretto apposta, poi offrì olocausti e oblazioni di pace e benedisse il popolo nel nome del Signore (2 Samuele 6:17-18). David distribuì una focaccia di pane dolce a tutto il popolo di Israele, e tutti ritornarono alle proprie abitazioni (2 Samuele 6:19). (La Haftarah termina qui per i sefarditi, ma continua per gli aschenaziti).

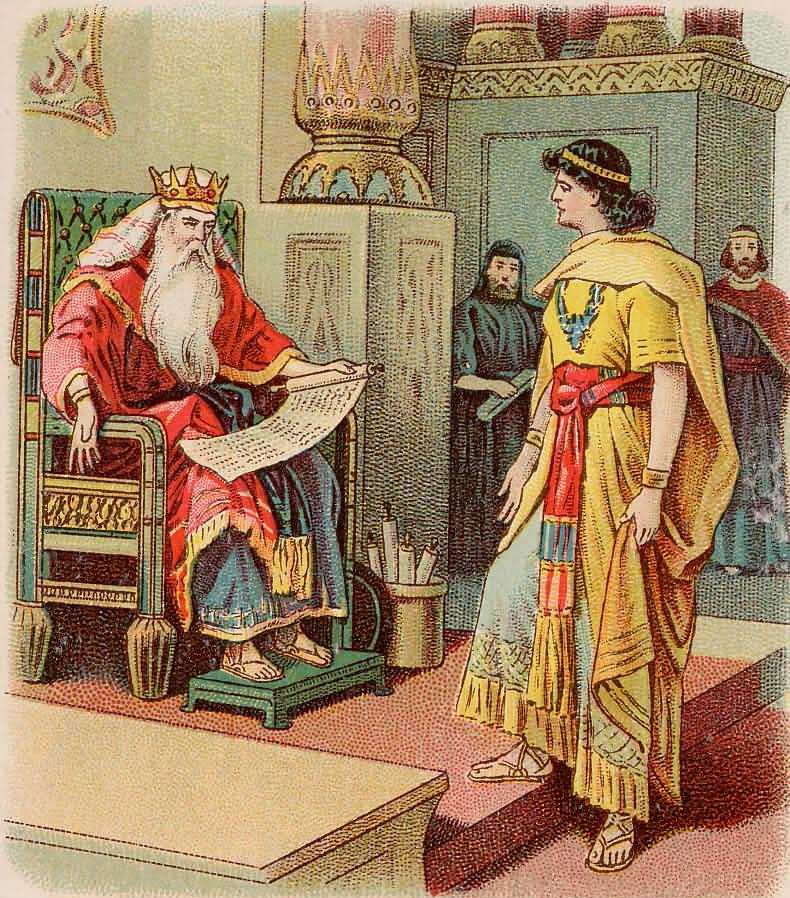
L'amore di David per la Dimora del Signore (illustrazione da figurina biblica pubblicata nel 1896 dalla Providence Lithograph Company)

Quando David ritornò per benedire la propria casa, gli venne incontro con disprezzo, beffandolo per essersi scoperto davanti alle ancelle dei suoi servitori (2 Samuele 6:20). Davide le rispose di aver danzato davanti a Dio, che lo aveva scelto invece del padre di Micha, e che lo avrebbe fatto ancora e di più (2 Samuele 6:21-22). Michal da quel momento non ebbe mai più figli (2 Samuele 6:23).
Dio concesse a David una tregua dai suoi nemici, e David chiese a Natan il profeta perché dovesse abitare in una casa di cedro, mentre l'Arca dimorava sotto delle tende (2 Samuele 7:1-2). All'inizio Natan disse a David di fare ciò che desiderava in cuore, ma la stessa notte Dio diresse Natan affinché avvertisse David di non costruirGli una casa, poiché Dio non aveva dimorato in una casa dal tempo in cui aveva fatto uscire dall'Egitto i Figli di Israele, ma era rimasto sotto una tenda e in un tabernacolo (2 Samuele 7:3-7). Dio diresse Nata affinché dicesse a David che Dio aveva portato David dal pascolare pecore ad essere capo di Israele, ed era rimasto con David ovunque fosse andato, e Dio avrebbe reso David un grande nome (2 Samuele 7:8-9). Dio avrebbe dato agli Israeliti un luogo dove aver pace e non esser oppressi dai nemici, Dio avrebbe fatto di David una dinastia, e quando fosse morto, Dio avrebbe concesso a suo figlio di costruire una casa per il nome di Dio (2 Samuele 7:10-13). Dio disse: «Io gli sarò padre ed egli mi sarà figlio. Se farà il male, lo castigherò con verga d'uomo e con i colpi che danno i figli d'uomo, ma non ritirerò da lui il mio favore, come l'ho ritirato da Saul, che ho rimosso dal trono dinanzi a te. La tua casa e il tuo regno saranno saldi per sempre davanti a me e il tuo trono sarà reso stabile per sempre.» (2 Samuele 7:14–16). Natan parlò a Davide con tutte queste parole e secondo questa visione (2 Samuele 7:17).

#### Collegamento alla parshah
Sia la parshah che la haftarah riportano le intense attività per consacrare lo spazio sacro dopo il tragico incidente collegato alla inappropriata prossimità. Nella parshah, Mosè consacrò il Tabernacolo, la dimora dell'Arca dell'Alleanza (Levitico 9), mentre nella haftarah, David si apprestò a portare l'Arca a Gerusalemme (2 Samuele 6:2-5). Poi nella parshah, Dio distrusse Nadav e Abihu “mentre presentavano un'offerta davanti al Signore" avvicinandosi all'Arca (Levitico 16:1-2), mentre nella haftarah, Dio uccise Uzzah quando questi “stese la mano verso l'Arca ” (2 Samuele 6:6-7).

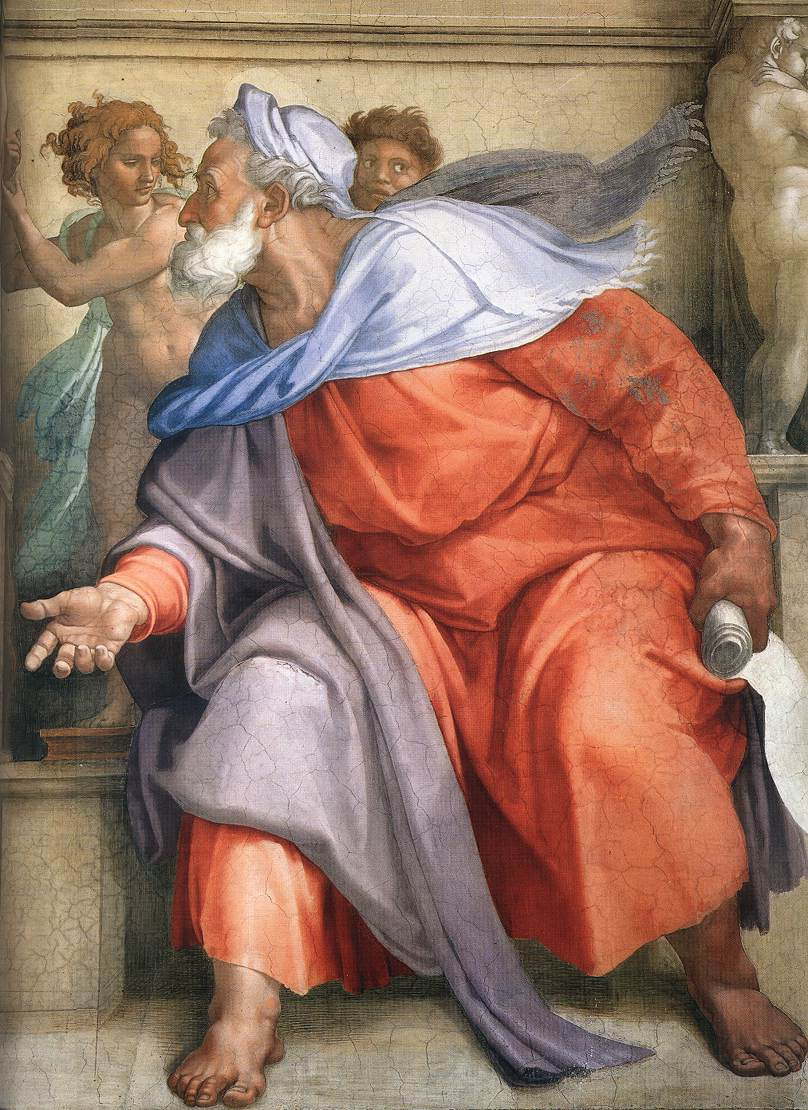
Ezechiele (dipinto di Michelangelo)

### Shabbat Parah
Quando la parshah coincide con lo Shabbat Parah (lo Speciale Shabbat prima di Pesach — come succede negli anni 2011 e 2014), la haftarah è:
- per gli aschenaziti: Ezechiele 36:16-38[127]
- per i sefarditi: Ezechiele 36:16-36[128]

Nello Shabbat Parah, lo Sabbath della giovenca rossa, gli ebrei leggono Numeri 19:1-22, che descrive i rituali di purificazione usando la giovenca rossa (parah adumah). Similmente, anche la haftarah in Ezechiele 36 descrive la purificazione. Sia nella lettura speciale che nella haftarah in Ezechiele 36, l'aspersione d'acqua purificò gli Israeliti (Numeri 19:18; Ezechiele 36:25).

### Shabbat Machar Chodesh
Quando la parshah coincide con lo Shabbat Machar Chodesh (come succede negli anni 2012 e 2015), la haftarah è 1 Samuele 20:18-42.

## Riferimenti
La parshah ha paralleli o viene discussa nelle seguenti fonti (HE, EN, IT, DE) :

### Biblici

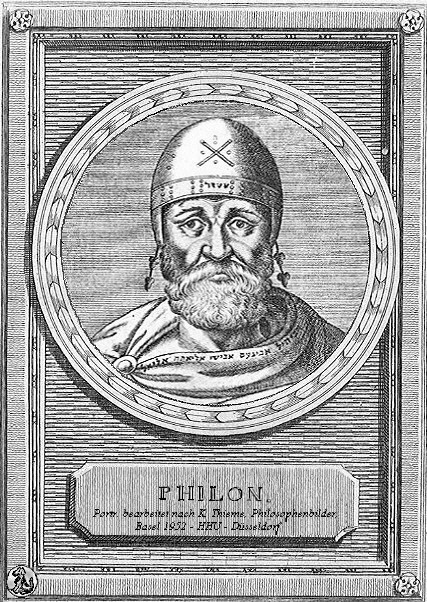
Filone d'Alessandria

- Levitico 16:1-2[133] (Nadav e Abihu).
- Numeri 3:4[134] (Nadab and Abihu); Numeri 26:61[135] (Nadab and Abihu).
- Deuteronomio 14:3–21[136] (casherut).

- Salmi 58:9[137] (lumaca); Salmi 102:7[138] (pellicano).

### Non rabbinici
- Lettera di Aristea. 139–52. Alessandria d'Egitto, secoli III-I p.e.v.. In The Old Testament Pseudepigrapha: Volume 2: Expansions of the “Old Testament” and Legends, Wisdom and Philosophical Literature, Prayers, Psalms, and Odes, Fragments of Lost Judeo-Hellenistic works (EN) . Curato da James H. Charlesworth, 7, 22. New York: Anchor Bible, 1985. ISBN 0-385-18813-7.
- Filone d'Alessandria. Allegorical Interpretation 2: 15:57–58, 26:104–05; 3: 47:139–48:141, 49:144, 50:147; On Husbandry 30:131–35; On Drunkenness 32:126–27, 35:140–41; On the Migration of Abraham 12:64–69; Who Is the Heir of Divine Things? 49:238–40, 51:249–51; On Flight and Finding 11:59, 28:157; On Dreams, That They Are God-Sent 2:9:67; The Special Laws 2: 8:33; 4: 18:105–06, 20:110, 21:113–22:118, 36:191. Alessandria d'Egitto, I secolo e.v. Rist. su The Works of Philo: Complete and Unabridged, New Updated Edition. Trad. (EN)  di Charles Duke Yonge, 44, 49, 66–67, 185, 218–19, 259, 296, 298, 326, 335, 392, 571, 626–27, 635. Peabody, Mass.: Hendrickson Pub., 1993. ISBN 0-943575-93-1.

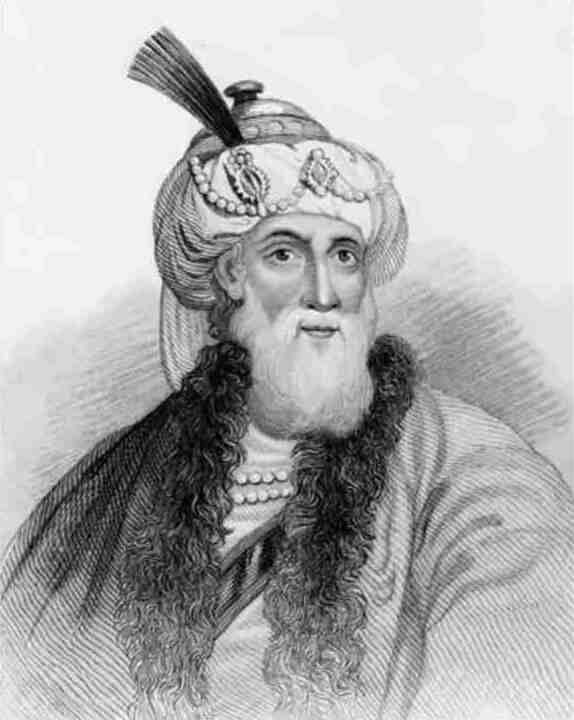
Flavio Giuseppe

- Flavio Giuseppe, Antichità giudaiche 3:8:6–7; Archiviato il 9 agosto 2012 in Internet Archive. Circa 93–94. Rist. su The Works of Josephus: Complete and Unabridged, New Updated Edition. Trad. (EN)  di William Whiston, 92, 229. Peabody, Mass.: Hendrickson Pub., 1987. ISBN 0-913573-86-8.

### Rabbinici classici
- Mishnah: Sheviit 5:9, 7:4; Bikkurim 2:7, 11; Pesachim 8:8; Sotah 5:2; Horayot 3:5; Menachot 5:6; Chullin 1:1–12:5. Terra d'Israele, circa 200 e.v. Rist. su The Mishnah: A New Translation. Trad. (EN)  di Jacob Neusner, 81, 84, 171–72, 246, 455, 695, 743, 765–87. New Haven: Yale University Press, 1988. ISBN 0-300-05022-4.
- Tosefta: Berakhot 4:17; Demai 2:7; Sotah 5:13; Zevachim 8:25; Chullin 1:1–10:16; Parah 1:5. Terra d'Israele, circa 300 e.v. Rist. su The Tosefta: Translated from the Hebrew, with a New Introduction. Trad. (EN)  di Jacob Neusner, 1:26, 85, 853; 2:1347, 1371–1405, 1746. Peabody, Mass.: Hendrickson Pub., 2002. ISBN 1-56563-642-2.
- Sifra 99:1–121:2:13. Terra d'Israele, IV secolo e.v. Rist. su Sifra: An Analytical Translation. Trad. (EN)  di Jacob Neusner, 2:121–229. Atlanta: Scholars Press, 1988. ISBN 1-55540-206-2.
- Talmud gerosolimitano: Peah 12b; Kilayim 69a; Sheviit 55b; Terumot 1b, 73a, 88a, 100a, 101a; Maasrot 41a; Orlah 34a; Bikkurim 12b; Pesachim 13b, 24a, 62b–63b; Yoma 3b; Megillah 15a, 29a. Terra d'Israele, circa 400 e.v. Rist. su Talmud Yerushalmi. Curato da Chaim Malinowitz, Yisroel Simcha Schorr, e Mordechai Marcus, vols. 3, 5, 6b–9, 12, 18–19, 21, 26. Brooklyn: Mesorah Publications, 2006–2012.
- Levitico Rabbah 1:8; 2:10; 10:4; 11:1–14:1; 20:4–5, 8–10; 26:1. Terra d'Israele, V secolo. Rist. su Midrash Rabbah: Leviticus. Trad. (EN)  di H. Freedman & Maurice Simon, 4:12, 29, 125, 135–79, 257–62, 325. Londra: Soncino Press, 1939. ISBN 0-900689-38-2.

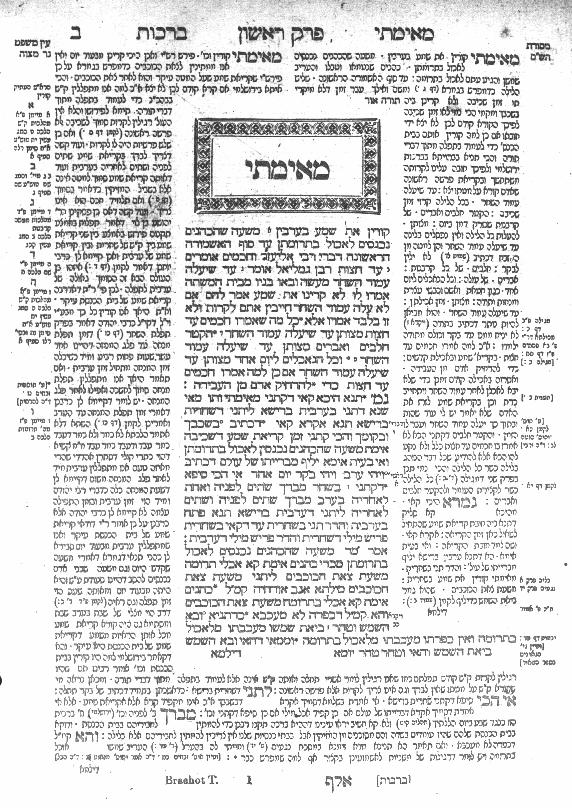
Talmud

- Talmud babilonese: Berakhot 53b, 61a; Shabbat 12a, 27a, 63b–64a, 83b–84a, 87b, 90b, 95b, 107a, 123b, 125a, 136a–b; Eruvin 13b, 28a, 63a, 87b, 104b; Pesachim 14a, 16a, 18a–b, 20b, 23a–b, 24b, 49b, 67b, 82b–83a, 91b; Yoma 2b–4a, 5b, 21b, 39a, 53a, 73b, 76b–77a, 80a–b, 87a; Archiviato il 3 febbraio 2019 in Internet Archive. Beitzah 6b, 19a, 20a; Rosh Hashanah 16b; Taanit 15b, 17b, 26b; Megillah 9b, 10b, 18a; Moed Katan 2a, 13a–b, 14b–15b, 19b, 24a, 28b; Chagigah 11a, 19a, 22b, 24a, 26b; Yevamot 20b, 40a, 43a, 54a–b, 74b–75a, 87a, 114a; Ketubot 15a, 50a, 60a; Nazir 4a, 38a, 52a, 64a; Sotah 27b, 29a–b, 38a–b, 47a; Gittin 60a, 61b–62a, 68b; Kiddushin 30a, 59b, 80a; Bava Kamma 2a–b, 16a, 25b, 38a, 54a–b, 62b–63a, 64b, 76b–77a, 78a, 81a; Bava Metzia 22a, 61b, 90b; Bava Batra 9b, 66b, 80a, 91a, 97a; Sanhedrin 5b, 17a, 22b, 52a, 70b–71a, 83b, 107b, 108b; Makkot 3b, 11a, 13a, 16b; Shevuot 5a, 7a, 9b–10b, 14b, 18b, 23a, 36b; Avodah Zarah 40a, 47b, 68b; Horayot 4a, 12b; Zevachim 3a–b, 10b, 17b, 25b, 28a, 34a, 55a, 60a, 61b, 69b, 82a–b, 99b, 100b–01b, 105a, 115b; Menachot 23a, 29a, 39b, 59a, 62a, 70b, 93b, 96b, 101b; Chullin 2a–142a; Bekhorot 6a–7b, 9b, 15b, 16a, 38a, 45b, 51a; Keritot 4b, 13b, 15b, 21a, 22a; Meilah 16a–17b; Tamid 33b; Niddah 18a, 19b, 21a, 42b, 51a–b, 55b, 56a. Babilonia, VI secolo. Rist. su Talmud Bavli. Cur. da Yisroel Simcha Schorr, Chaim Malinowitz, e Mordechai Marcus, 72 voll. Brooklyn: Mesorah Pubs., 2006.

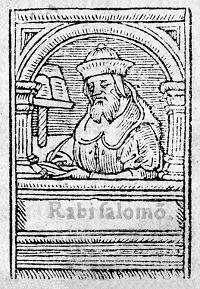
Rashi

### Medievali
- Saadia Gaon. Emunoth ve-Deoth, 10:15. Baghdad, Babilonia, 933. Trad. (EN)  di Samuel Rosenblatt, 396. New Haven: Yale University Press, 1948. ISBN 0-300-04490-9.
- Solomon ibn Gabirol. A Crown for the King, 35:470. Spain, 11th Century. Trad. di David R. Slavitt, 62–63. New York: Oxford University Press, 1998. ISBN 0-19-511962-2.
- Rashi. Commentario. Leviticus 9–11. Troyes, Francia, tardo XI secolo. Rist. su Rashi. The Torah: With Rashi's Commentary Translated, Annotated, and Elucidated. Trad. e note (EN)  di Yisrael Isser Zvi Herczeg, 3:93–134. Brooklyn: Mesorah Publications, 1994. ISBN 0-89906-028-5.
- Yehuda Halevi. Kuzari. 3:31. Toledo, Spagna, 1130–1140. Rist. su Jehuda Halevi. Kuzari: An Argument for the Faith of Israel. Introd. di Henry Slonimsky, 165. New York: Schocken, 1964. ISBN 0-8052-0075-4.
- Maimonide. Guida dei perplessi, 1:37; 3:46, 47, 48. Cairo, Egitto, 1190. Rist. su Moses Maimonides. The Guide for the Perplexed. Trad. (EN)  di Michael Friedländer, 53, 364, 367–68, 370. New York: Dover Publications, 1956. ISBN 0-486-20351-4.
- Zohar 1:54a, 73b, 167b; 2:11b, 26b, 67a, 124b, 193a, 219b; 3:24b, 31b, 33a, 35a–42a, 127a, 190b. Spagna, tardo XIII secolo.

### Moderni
- Samson Raphael Hirsch. Horeb: A Philosophy of Jewish Laws and Observances. Trad. (EN)  di Isidore Grunfeld, 47–50, 211, 314–31, 338, 574, 582–86. Londra: Soncino Press, 1962. Rist. 2002 ISBN 0-900689-40-4. Originale (DE)  Horeb, Versuche über Jissroel's Pflichten in der Zerstreuung. Germania, 1837.
- Louis Ginzberg. Legends of the Jews, 3:179–92. Philadelphia: Jewish Publication Society, 1911.

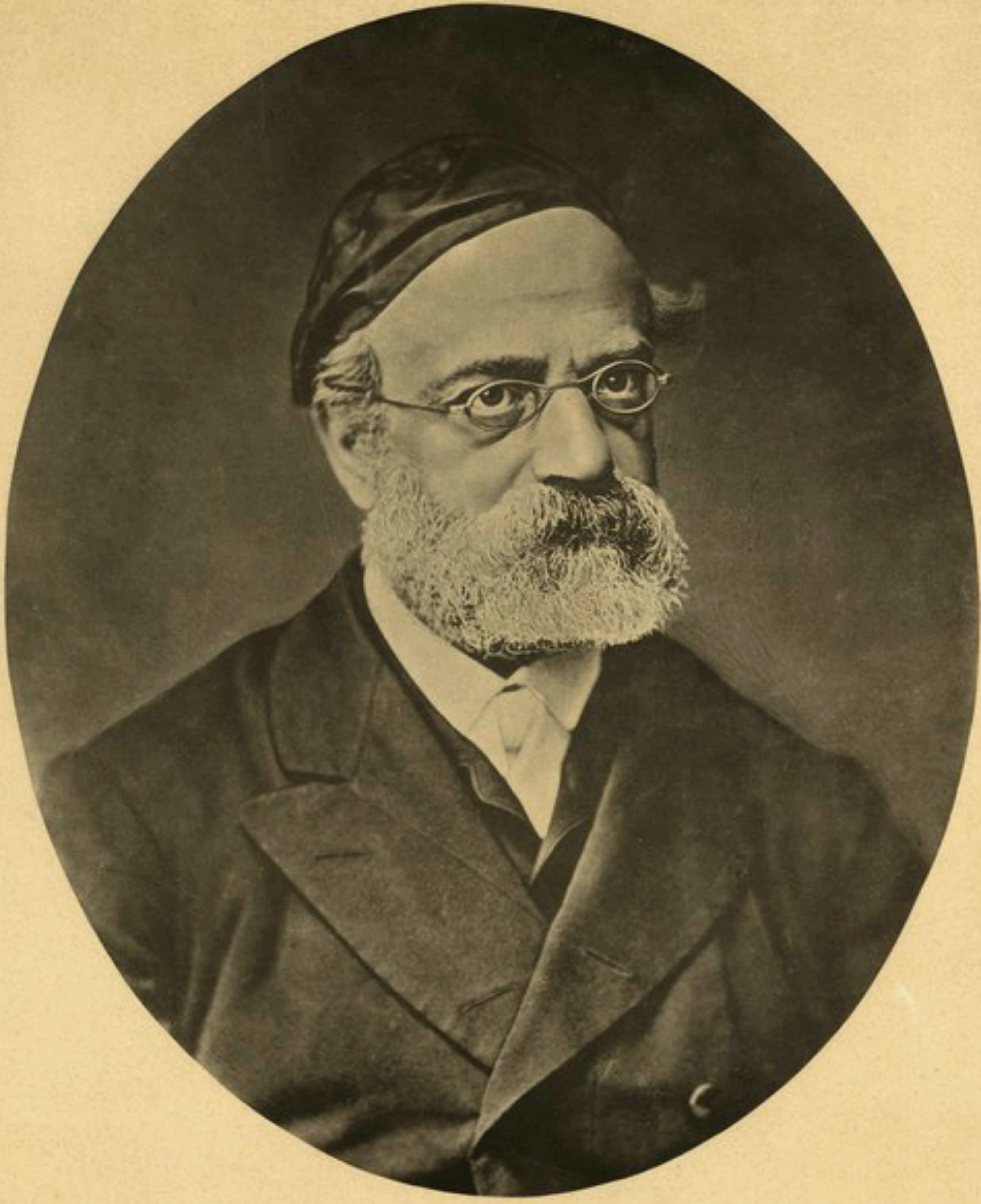
Samson Hirsch

- Abraham Isaac Kook. The Moral Principles. XX secolo. Rist. in Abraham Isaac Kook: the Lights of Penitence, the Moral Principles, Lights of Holiness, Essays, Letters, and Poems. Trad. (EN)  di Ben Zion Bokser, 140. Mahwah, N.J.: Paulist Press 1978. ISBN 0-8091-2159-X.
- G. Deutsch. “Kosher Kitchen in Military Camps.” In Yearbook of the Central Conference of American Rabbis, Vol. 28, 124–127. Central Conference of American Rabbis, 1918.
- Thomas Mann. Giuseppe e i suoi fratelli. Trad. (EN)  di John E. Woods, 256–57, 348. New York: Alfred A. Knopf, 2005. ISBN 1-4000-4001-9. Original (DE)  Joseph und seine Brüder. Stockholm: Bermann-Fischer Verlag, 1943.
- Mary Douglas. “The Abominations of Leviticus.” In Purity and Danger: An Analysis of the Concepts of Pollution and Taboo, 41–57. New York: Routledge, 1966. ISBN 0-7448-0011-0.
- J.C.H. Laughlin. “The ‘Strange Fire’ of Nadab and Abihu.” Journal of Biblical Literature. 95 (1976): 559–65.

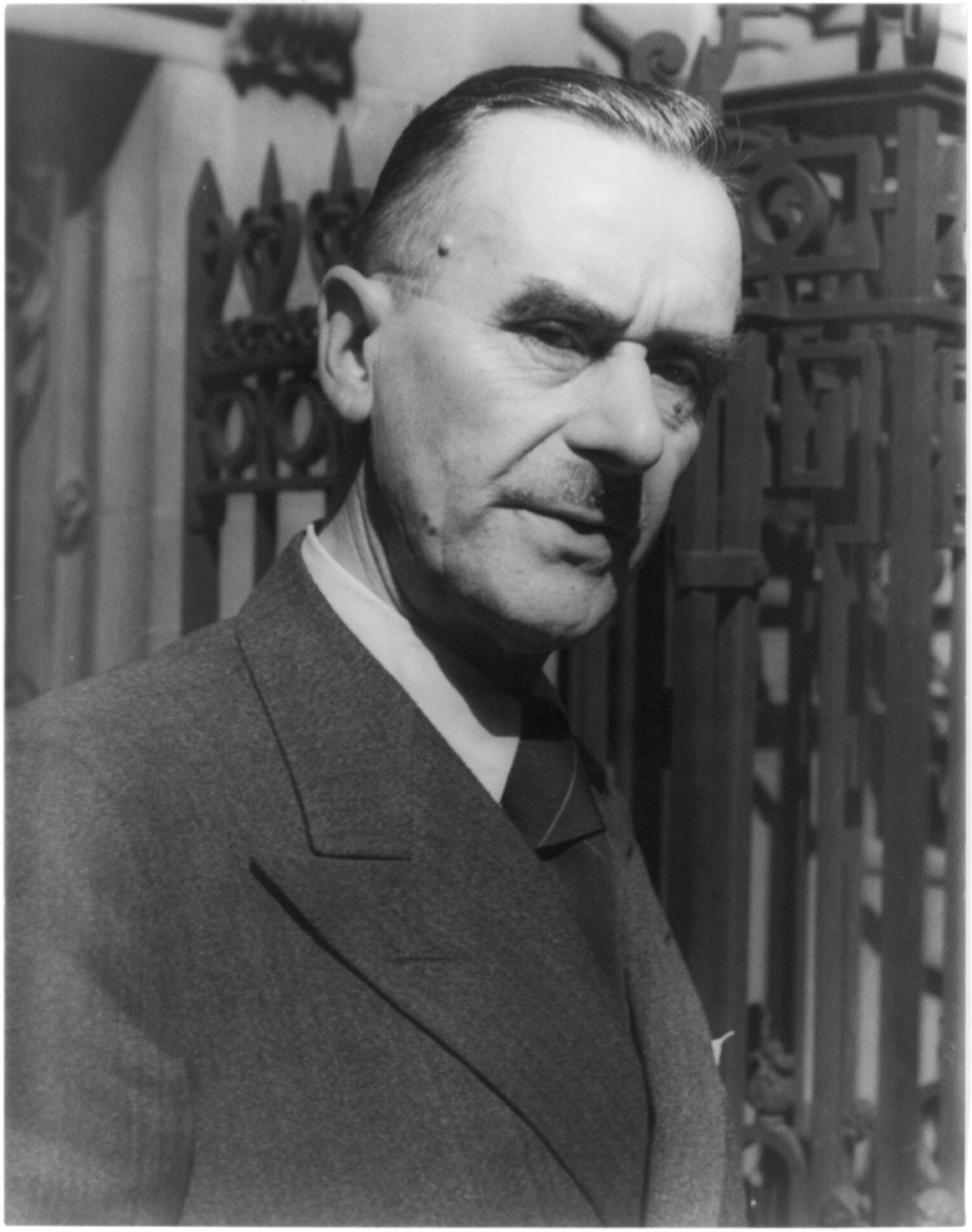
Thomas Mann

- Baruch A. Levine. The JPS Torah Commentary: Leviticus: The Traditional Hebrew Text with the New JPS Translation, 55–72, 243–48. Philadelphia: Jewish Publication Society, 1989. ISBN 0-8276-0328-2.
- Jacob Milgrom. "Ethics and Ritual: The Foundations of the Biblical Dietary Laws." In Religion and Law: Biblical, Jewish, and Islamic Perspectives, 159–91. Cur da E.B. Firmage. Winona Lake, Indiana: Eisenbrauns, 1989. ISBN 0-931464-39-0.
- Jacob Milgrom. “Food and Faith: The Ethical Foundations of the Biblical Diet Laws: The Bible has worked out a system of restrictions whereby humans may satiate their lust for animal flesh and not be dehumanized. These laws teach reverence for life.” Bible Review. 8 (6) (Dic. 1992).
- Erhard S. Gerstenberger. Leviticus: A Commentary, 96–146. Louisville, Kentucky: Westminster John Knox Press, 1996. ISBN 0-664-22064-9.
- Jacob Milgrom. Leviticus 1-16, 3:569–742. New York: Anchor Bible, 1998. ISBN 0-385-11434-6.
- Mary Douglas. “Land Animals, Pure and Impure” and “Other Living Beings.” In Leviticus as Literature, 134–75. Oxford: Oxford University Press, 1999. ISBN 0-19-924419-7.
- Pinchus Presworsky. Birds of the Torah. Brooklyn: Silver Graphics, 2002. ISBN 1-931681-22-8.

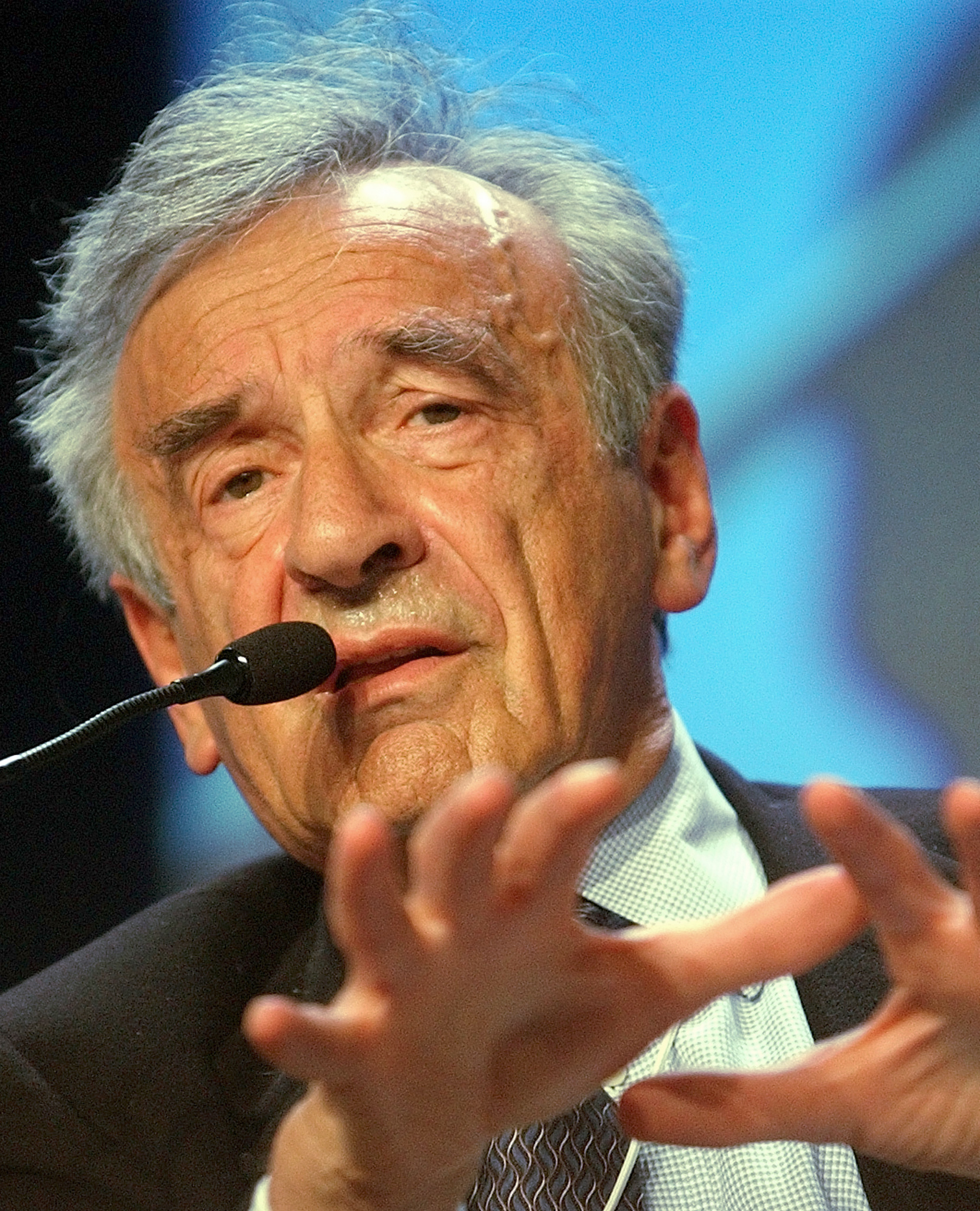
Elie Wiesel

- Elie Wiesel. “Nadab and Abihu: A Story of Fire and Silence.” In Wise Men and Their Tales: Portraits of Biblical, Talmudic, and Hasidic Masters, 68–81. New York: Schocken, 2003. ISBN 0-8052-4173-6.
- Suzanne A. Brody. “A Detailed List.” In Dancing in the White Spaces: The Yearly Torah Cycle and More Poems, 87. Shelbyville, Kentucky: Wasteland Press, 2007. ISBN 1-60047-112-9.
- Naphtali S. Meshel. “Food for Thought: Systems of Categorization in Leviticus 11.” Harvard Theological Review. 101 (2) (Apr. 2008): 203–29.
- Pinchus Presworsky. Animals of the Torah. Sys Marketing Inc., 2011. ISBN 978-0-9797367-1-1.

### Testi
- Testo Masoretico e traduzione JPS 1917, su mechon-mamre.org.
- Parshah cantata, su bible.ort.org. URL consultato il 18 febbraio 2013 (archiviato dall'url originale il 15 maggio 2011).
- Parshah in ebraico, su mechon-mamre.org.

### Commentari
- Academy for Jewish Religion, California, su ajrca.org.
- Academy for Jewish Religion, New York, su ajrsem.org.
- Aish.com. URL consultato il 18 febbraio 2013 (archiviato dall'url originale il 5 aprile 2010).
- American Jewish University, su judaism.ajula.edu (archiviato dall'url originale il 4 marzo 2012).
- Anshe Emes Synagogue, Los Angeles, su anshe.org. URL consultato il 18 febbraio 2013 (archiviato dall'url originale il 31 dicembre 2008).
- Bar-Ilan University, su biu.ac.il. URL consultato il 18 febbraio 2013 (archiviato dall'url originale il 10 giugno 2011).
- Chabad.org.
- eparsha.com.
- G-dcast, su g-dcast.com. URL consultato il 18 febbraio 2013 (archiviato dall'url originale il 20 marzo 2013).
- The Israel Koschitzky Virtual Beit Midrash, su vbm-torah.org. URL consultato il 18 febbraio 2013 (archiviato dall'url originale il 14 maggio 2011).
- Jewish Theological Seminary (XML), su jtsa.edu. URL consultato il 18 febbraio 2013 (archiviato dall'url originale l'11 marzo 2013).
- LearningTorah, su learningtorah.org.
- MyJewishLearning.com. URL consultato il 18 febbraio 2013 (archiviato dall'url originale il 12 ottobre 2008).
- Ohr Sameach, su ohr.edu.
- Orthodox Union, su ou.org.
- OzTorah, Torah from Australia, su oztorah.com.
- Oz Ve Shalom — Netivot Shalom, su netivot-shalom.org.il. URL consultato il 18 febbraio 2013 (archiviato dall'url originale il 24 giugno 2010).
- Pardes from Jerusalem, su pardes.org.il. URL consultato il 18 febbraio 2013 (archiviato dall'url originale il 29 marzo 2012).
- Rabbi Dov Linzer, su rabbidovlinzer.blogspot.com.
- RabbiShimon.com. URL consultato il 18 febbraio 2013 (archiviato dall'url originale il 25 agosto 2011).
- Rabbi Shlomo Riskin, su ohrtorahstone.org.il. URL consultato il 18 febbraio 2013 (archiviato dall'url originale il 21 agosto 2011).
- Rabbi Shmuel Herzfeld, su rabbishmuel.com. URL consultato il 18 febbraio 2013 (archiviato dall'url originale l'11 marzo 2013).
- Reconstructionist Judaism, su www4.jrf.org. URL consultato il 18 febbraio 2013 (archiviato dall'url originale il 16 febbraio 2006).
- Sephardic Institute, su judaic.org. URL consultato il 18 febbraio 2013 (archiviato dall'url originale il 26 luglio 2011).
- Shiur.com.
- 613.org Jewish Torah Audio, su 613.org. URL consultato il 18 febbraio 2013 (archiviato dall'url originale il 22 maggio 2011).
- Tanach Study Center, su tanach.org.
- Torah from Dixie, su tfdixie.com. URL consultato il 18 febbraio 2013 (archiviato dall'url originale il 2 gennaio 2007).
- Torah.it, su archivio-torah.it.
- Torah.org.
- TorahVort.com.
- Union for Reform Judaism, su urj.org. URL consultato il 18 febbraio 2013 (archiviato dall'url originale il 18 giugno 2009).
- United Hebrew Congregations of the Commonwealth, su chiefrabbi.org. URL consultato il 18 febbraio 2013 (archiviato dall'url originale il 10 aprile 2012).
- United Synagogue of Conservative Judaism, su uscj.org. URL consultato il 18 febbraio 2013 (archiviato dall'url originale il 14 agosto 2012).
- What’s Bothering Rashi?, su shemayisrael.com.
- Yeshiva University, su yutorah.org. URL consultato il 18 febbraio 2013 (archiviato dall'url originale il 18 dicembre 2019).